# Geilsdorf (Stadtilm)
Geilsdorf ist ein Ortsteil der Stadt Stadtilm im Ilm-Kreis (Thüringen).

## Geografie
Geilsdorf liegt in etwa 400 Metern Höhe im Tal der Deube rund drei Kilometer südlich von Stadtilm. Nördlich des Dorfs liegt der 475 Meter hohe Läuseberg, südöstlich der 545 Meter hohe Herrenberg und südwestlich der 583 Meter hohe Singer Berg. Alle gehören wie die gesamte Umgebung zur Ilm-Saale-Platte, einer trockenen verkarsteten Muschelkalk-Formation. Auf Grund der Verkarstung versickert die Deube bei Geilsdorf und tritt im Remdaer Gebiet etwa zehn Kilometer östlich wieder zu Tage.

## Geschichte
Geilsdorf wurde 842–856 erstmals urkundlich erwähnt.
In der Geilsdorfer Flur fand man 1892 beim Bau des Eisenbahndammes einen Begräbnisplatz. Die Toten waren, wie bei den Slawen üblich, mit Schmuckbeigaben beerdigt worden.
Bis 1920 gehörte es zu Schwarzburg-Rudolstadt (Oberherrschaft). Am 6. April 1994 wurde die Gemeinde Singerberg gegründet, der der Ort bis zur Bildung der Gemeinde Ilmtal am 1. Juni 1996 angehörte. Diese wurde wiederum am 6. Juli 2018 nach Stadtilm eingemeindet.
Bei Geilsdorf bestand die Arbeiterkolonie Geilsdorf, in der entlassene Sträflinge arbeiten konnten und dafür mit Unterkunft und Verpflegung entlohnt wurden.

## Verkehr
Die Dorfstraße führt nach Großliebringen im Osten und zur Landesstraße Stadtilm–Paulinzella–Rottenbach im Westen.
Unweit westlich von Geilsdorf verläuft die Bahnstrecke Arnstadt–Saalfeld, deren nächste Halte sich in Stadtilm im Norden und in Singen im Süden befinden.

## Sehenswürdigkeiten
Die kleine evangelische Dorfkirche gehört zum Kirchspiel Griesheim und wurde 1882 durch den schwarzburg-rudolstädtischen Baurat Rudolph Brecht errichtet. Ein Vorgängerbau wurde 1861 abgerissen. Der kleine, dreiachsige Bau mit westlichem Dachturm und eingezogenem, rechteckigem Choranbau besteht aus neuromanischen Formen. Das Innere des Langhauses hat eine offene Sparrendecke, eine Westempore und nach Osten einen großen Triumphbogen zum Chor hin.

## Wirtschaft
Geilsdorf ist ein landwirtschaftlich geprägtes Dorf.